# José Amador de los Ríos y Serrano
José Amador de los Ríos y Serrano (Baena, 30 d'abril de 1818 - Sevilla, 17 de febrer de 1878), fou historiador de l'art, crític literari i arqueòleg espanyol.

## Biografia
Fill de María del Carmen Serrano i de l'escultor de Baena José de los Ríos. Va estudiar a Còrdova, Humanitats i Filosofia en el Col·legi de l'Assumpció i al Seminari Conciliar de Sant Pelagi.
El 1832 el pare es col·loca com a escultor dels «Reales Sitios» i la família es trasllada a Madrid. Prossegueix els seus estudis en el Col·legi Imperial de Sant Isidre i es matricula a la Reial Acadèmia de Belles Arts de San Fernando per aprendre pintura amb Federico de Madrazo i amb Alberto Lista on a les classes sobre teatre del curs de 1836-37 va concebre la idea d'elaborar una Historia de la Literatura Española que va publicar el 1841-42 traduint i ampliant la part espanyola de la Histoire de la Littérature du Midi (París 1813) del suís Simonde de Sismondi.
En morir Ferran VII d'Espanya el 1833, el seu pare, un home inquiet que va emprendre i va acabar la carrera d'Ajudant de Camins als quaranta-set anys, va haver de traslladar-se novament en 1837 a Sevilla.
A Sevilla, José Amador va explorar els fons de la Biblioteca Colombina investigant tota mena de còdexs històrics i literaris. Així mateix va participar en tertúlies i va publicar una Colección de poesías escogidas i gràcies a Manuel María del Mármol, el seu mestre i mentor sevillà, va ser nomenat acadèmic honorari de la Reial Acadèmia Sevillana de Bones Lletres el 1839. Aquest mateix any havia publicat el seu primer llibre, Colección de poesías escogidas, amb Juan José Bueno.
El 1842 és anomenat soci de la «Sociedad de Amigos del País» de Baena i la «Real Sociedad Patriótica de Córdoba y su reino» l'ho acull com a soci el 1844. Aquest any publica Sevilla pintoresca, que recull els monuments més importants de la ciutat, i estrena Empeños de amor y honra, una comèdia. El 1845 publica Toledo pintoresca i com Oficial Primer de la Direcció del Pla d'Estudis, impulsa la creació d'instituts de segon ensenyament per totes les províncies espanyoles.
José Amador comença la seva carrera docent el 1848, any en què va aconseguir la Càtedra de Literatura de la Facultat de Filosofia i Lletres de la Universitat Central de Madrid, on va tenir per deixebles Antonio Cánovas del Castillo, Emilio Castelar, José Canalejas y Méndez, Leopoldo Alas o Marcelino Menéndez Pelayo.
Membre de la Unió Liberal, va participar en la política activa: va ser diputat a Corts per Almeria el 1863, —-per majoria absoluta de 243 vots de 361 emesos, dins del partit de la Unió Liberal— encara que va exercir menys d'un any.
L'any 1868 va ser escollit director del Museu Arqueològic Nacional d'Espanya, encara que va dimitir després de "La Gloriosa" en ésser destituït el 4 de desembre com a rector de la Universitat; el seu fill Rodrigo ocuparia després aquest lloc. Aprofita per començar la seva Historia social, política y religiosa de los judíos en España y Portugal, que sortiria publicada el 1875-76 en tres volums.
Participa com a soci fundador en la Sociedad Geográfica de Madrid l'any 1876, però la seva salut està molt malmesa i el metge l'ordena abandonar el seu treball desenfrenat; abandona doncs Madrid i marxa successivament a Còrdova, Màlaga i Sevilla. Mor el matí del 17 de febrer de 1878, i és enterrat a la capella de la Universitat sevillana.

### Tresor de Guarrazar
La seva intervenció va ser decisiva en 1859 per retornar el tresor visigot de Guarrazar (Toledo), venut a França sense permís de l'Estat espanyol. A més va ordenar practicar excavacions en el lloc de la troballa i allí es va descobrir la inscripció funerària en la qual, amb Aureliano Fernández-Guerra, va identificar uns versos d'Eugeni de Toledo. Amb aquestes experiències va redactar El arte latino-bizantino en España y las coronas visigodas de Guarrazar: Ensayo histórico crítico (Madrid 1861), en part com a resposta a la Description du Trésor de Guarrazar publicada un any abans per Ferdinand de Lasteyrie en la qual aquest defensava que la tècnica del cloisonné era estranya a la Península. A més, va identificar amb Pedro de Madrazo y Kuntz el nom del monarca visigot Suintila en una de les corones.

### Museu Arqueològic Nacional
Va col·laborar amb J. A. de la Rada i Delgado en una Història de la Vila i Cort de Madrid. Allí va reivindicar de pas la creació d'un Museu Nacional d'Antiguitats, ja que els gabinets de la Biblioteca Nacional i de la Reial Acadèmia de la Història ja no eren suficients; Emil Hübner, que estava a Espanya recollint inscripcions epigràfiques llatines, va donar suport al projecte i el Museu Arqueològic Nacional va ser creat per fi en 1867; un any després José Amador en va ser designat director, encara que va haver de dimitir a causa de la revolució de 1868.

## Obres
- Colección de poesías escogidas (Sevilla, 1839).
- Historia de la literatura española escrita en francés por Sismonde [sic] de Sismondi; principiada a traduir, anotar i completar per José Lorenzo Figueroa i seguida per José Amador de los Ríos Sevilla: Imprenta de Álvarez y Compañía, 1841-1842.
- Sevilla pintoresca o Descripción de sus más célebres monumentos artísticos... teniendo presentes los apuntes de Juan Colom y Colom... ornada con... vistas de los principales edificios, dibujadas por Joaquin Dominguez Becquer y Antonio Brabo (Sevilla: Francisco Álvarez, 1844).
- Toledo pintoresco o Descripción de sus más célebres monumentos (Madrid: Ignacio Boix, 1845).
- Italica: Historia de esta ciudad famosa, desde su fundación hasta nuestros días, con todos sus descubrimientos, manuscrit de 1845.
- Estudios históricos, políticos y literarios sobre los judíos de España, 1848.
- Edición de la Historia general y natural de las Indias, islas y tierra firme del mar Océano de Gonzalo Fernández de Oviedo, Madrid: Real Academia de la Historia, 1851-1855.
- Edició de les Obras de Don Iñigo López de Mendoza, Marqués de Santillana, amb biografia, notes i comentaris en quatre volums, finalment publicat el 1855.
- El arte latino-bizantino en España y las coronas visigodas de Guarrazar: Ensayo histórico crítico (Madrid: Imprenta Nacional, 1861).
- Amb Juan de Dios de la Rada y Delgado y Cayetano Rosell, Historia de la Villa y Corte de Madrid, 1861, segona edició el 1867.
- Historia crítica de la literatura española (1861-1865), 7 vol.
- Historia social, política y religiosa de los judíos en España y Portugal, publicada el 1875-76, 3 vol.
- La Casa-Lonja de Valencia del Cid Madrid: José Gil Dorregaray, 1876.
- Estudios monumentales y arqueológicos, 1877.
- La Cámara Santa de la catedral de Oviedo y sus más antiguos monumentos artístico-industriales. Madrid: José Gil Dorregaray, 1877.
- Iglesias de San Salvador de Val-de-Dios y Parroquial de Sal Salvador de Priesca, en el Concejo de Villaviciosa (Asturias) Madrid, 1877.
- El monasterio de San Juan de los Reyes en Toledo Madrid: José Gil Dorregaray, 1877
- Mosaicos gentílicos, mosaico de Galatea en Elche Madrid: José Gil Dorregaray, 1877.
- Monumentos latino-bizantinos de Mérida Madrid: José Gil Dorregaray, 1877.
- Ermita de Santa Cristina en el concejo de Pola de Lena (Asturias) Madrid: José Gil Dorregaray, 1877
- Iglesias de San Salvador de Val-de-Dios y parroquial de San Salvador de Priesca en el Concejo de Villaviciosa (Asturias) Madrid: José Gil Dorregaray, 1877.
- Iglesia de San Miguel de Lillo y Palacio de Ramiro I, actualmente destinado á iglesia parroquial bajo el nombre de Santa María del Naranco (Asturias, Concejo de Oviedo). Madrid: José Gil Dorregaray, 1877.
- Puerta Antigua de Bisagra en Toledo. Madrid: José Gil Dorregaray, 1877
- Primeros monumentos religiosos del arte mahometano en Toledo: mezquitas llamadas del Santo Cristo de la Luz y de las Tornerías. Madrid : José Gil Dorregaray, 1877
- Tríptico-Relicario del Monasterio Cisterciense de Piedra en Aragon Madrid, 1877.
- Amb el seu fill Rodrigo Amador de los Rios y Villalta, Monumentos latino-bizantinos de Córdoba Madrid, 1879.
- Memoria histórico-crítica sobre las tréguas celebradas en 1439 entre los Reyes de Castilla y de Granada leída en... la Real Academia de la Historia. (Madrid: Real Academia de la Historia, 1879).
- Poesías de Don José Amador de los Ríos amb pròleg de Juan Valera Madrid: Imp. y Librería de Eduardo Martínez, 1880.